# Moisès Broggi
Pour les articles homonymes, voir Broggi.
Moisès Broggi i Vallès, né le 18 mai 1908 à Barcelone, mort le 31 décembre 2012 à 104 ans, est un médecin et pacifiste de la Catalogne, en Espagne.

## Biographie
Il naît en 1908 dans la ville de Barcelone. Il réalise ses études de médecine à l’Université de Barcelone où il obtient le titre de licencié en Médecine sous la direction d’August Pi Sunyer et de Joaquim Trias Pujol. C'est dans cette université qu'il se spécialise en chirurgie.
Pendant la Guerre Civile Espagnole, il participe en défendant la légalité de la République et s’implique comme chef de chirurgie de l’équipe médicinale dans les Brigades Internationales. Pendant cette période, il implante une des trois avancées médicales initiées pendant la Guerre, les blocs opératoires mobiles et il est à la tête de l’unique service d’urgences d’hôpital en activité. En juillet 1937 il opère le poète anglais Julian Bell, fils de Vanessa Bell et neveu de Virginia Woolf sans parvenir à le sauver. À la fin du conflit, il occupe un poste à l’Hôpital de Vallcarca de Barcelone, et il devient chirurgien à l’Hôpital Clinic. Il sera destitué dans un processus de dépuration du régime franquiste.
Il continuera son labeur professionnel d’abord à Terrassa et ensuite dans différents centres de Barcelone. Il sera nommé Président de la Commission déontologique du Collège de Médecins et membre fondateur de l’Association internationale des médecins pour la prévention de la guerre nucléaire (IPPNW), entité qui obtiendra le prix Nobel de la paix en 1985.  
En 1966, il devient membre de la Royale Académie de Médecine de Barcelone dont il sera nommé président en 1980.
En 1981, il est  reconnu par le prix Creu de Sant Jordi de la Generalitat de Catalogne et aussi avec la Médaille d’Or de la ville de Barcelone.
En 2002, il remporte le Prix de la critique Serra d'Or pour ses Mémoires, Memòries d'un cirurgià.
En juillet 2008, il est reconnu avec le Prix National à la carrière professionnelle et artistique par la Generalitat de Catalogne en reconnaissance pour une carrière étendue et dilatée dans le temps comme chirurgien et son engagement éthique et social. La même année aussi on lui attribuera la Médaille d’Or de la Generalitat de Catalogne.
En 2009, l’Institut d’Études Médicales (IEM) le nommera, à la Salle de Chroniques de la Mairie de Barcelone, parrain du Master d’Assistence Intégrale en urgences pour médecins et infirmières de l’Université Autonome de Barcelone (UAB).
En octobre 2009, il entre à Reagrupament, une formation politique qui prétend déclarer unilatéralement l'indépendance de la Catalogne.
En 2011, il est en dernière position sur la liste de la coalition Unitat par Barcelone aux élections municipales.
En 2010, le nouvel Hôpital de Sant Joan Despí est nommé en son honneur.
En novembre 2010, à l’âge de 102 ans, il figurera sur la couverture du nouveau journal ARA avec la première petite fille catalane née en 2010.
En décembre 2010, on lui donnera le prix de l’âge mûr, octroyé par les Amics de la gent gran[Quoi ?].
En 2011, il participe aux élections générales espagnoles avec la première position sur la liste de la coalition républicaine, ERC, Regroupement et la Plateforme d’Indépendants per Catalogne Oui, pour le Sénat à la province de Barcelone.